# RGB (album)
RGB è il sesto album ufficiale di Akino Arai pubblicato nel 2002.

## Il disco
Pubblicato nel 2002, RGB è il sesto album ufficiale di Akino Arai. Composto da 14 tracce j-pop l'album è in realtà una nuova raccolta di canzoni della cantante giapponese, contenente sigle di anime realizzate negli anni successivi all'uscita della precedente raccolta Sora no Mori. Contrariamente a quest'ultimo l'album è più omogeneo e non riporta grosse differenze linguistiche al suo interno (nella precedente raccolta vi erano canzoni in portoghese e francese, ad esempio).
L'album è un rincorrersi di arrangiamenti minimalisti e temi più complessi e l'atmosfera generale è piuttosto oscura, toccando a volte toni drammatici ad iniziare dalla prima traccia Hiru no Tsuki in cui un'arpa malinconica introduce gradualmente la voce di Akino Arai, seguita successivamente dagli archi che aggiungono maggior patos all'intera canzone. Seguendo questa musicalità tra l'epico e il drammatico si susseguono diverse tracce tra cui Little Wing (in cui parte del testo è in inglese), Bara no Shigemi, accompagnata dal suono di carillon, Hoshi no Mokuba, in cui Akino viene affiancata da un coro di bambini e la struggente Kanaete.
Canzoni come Follow me aggiungono un po' di ritmo all'opera, ma sono soltanto una parentesi poiché si ritorna per la chiusura nuovamente alle atmosfere cupe. Ritroviamo Kirei na kanjou, già inserita in Kouseki Radio, per poi passare alle due tracce finali Sora no Aosa e Hakuchuumu, strutturata su loop elettronici (probabilmente il pezzo più estraneo al tema generale dell'album).

## Tracce
1. 昼の月 Hiru no Tsuki (Outlaw Star)
2. さかさまの虹 Sakasama no Niji (Record of Lodoss War)
3. Little Wing
4. 黒い種 Kuroi Tane
5. 月の家 Tsuki no Ie (Outlaw Star)
6. ばらの茂み Bara no Shigemi (Record of Lodoss War)
7. 星の木馬 Hoshi no Mokuba (Chikyu Bouei Kigyou Dai-Guard)
8. 叶えて Kanaete (Ayatsuri Sakon)
9. 祝祭の前(RGB mix) Shukusai no Mae (RGB mix) (Eternal Chain)
10. 花のかたち Hana no Katachi (Chikyu Boei Kazoku)
11. フォロー・ミー Follow me
12. きれいな感情 Kirei na Kanjou (Noir)
13. 空の青さ Sora no Aosa (Palme)
14. 白昼夢 Hakuchuumu